# 北斗の拳SE
北斗の拳SE（ほくとのけん スペシャルエディション (- SPECIAL-EDITION)）は2006年にサミーから発売されたストックタイプのパチスロ機。

## 概要
パチスロ最大のヒットを飛ばし、社会現象ともなった『パチスロ北斗の拳』（以下前作）の後継機。設置開始は2006年7月だが、同年末現在で34万台を売り上げており、現時点で前作に次いでパチスロ史上第2位の売上台数を記録している。
前作同様、Cタイプの機種でシステムも前作を踏襲しているが、バトルボーナスなど様々変更された部分がある。初期パネルはケンシロウパネル、レイパネル、リン・バットパネルの3タイプ。新しくトキパネル、サウザーパネル、ハートパネルの3つが販売された。そして前作ではゲームのみの登場だった昇天パネルも登場する。
4.5号機である前作に対し本作は4.7号機であり、そのため出玉が前作より抑えてある。その特徴としてはボーナス1セットの出玉が少なくなった、初当たりが辛く設定6でも軽くハマることがある（チェリー・スイカの出現率が設定4 - 6は同じ、高確率時の2枚チェリー・強スイカ・チャンス目の前兆への移行率を落としてあるため）、たとえ設定6でも、前作の設定4の機械割程度にしかならないといったところである。
ただし、その分バトルボーナスの最低継続率のアップや、前作の北斗図柄に相当する赤7の比率が高くなっていることなどで連荘率をアップさせている。天井も低く設定された。前作並みとはいかないものの、一発で大量の出玉を吐き出す可能性は十分にある。
販売前からバトルボーナスにリミッターがある、20連が確定する「昇天モード」が存在するなど様々な噂が飛び回った。これらは前作に比べ、機械割が大幅に減ったことによるユーザーの推測が広がったためと思われる。実際にはどちらも存在しない。また、まだ詳細が不明な頃「SE」は「セカンドエディション」の略称と思われていた。

## 特徴・前作との変更点（通常時の演出やシステム）
- 移行契機役は前作同様ベル以外のすべての役（チャンス目も含む）で、今作ではモード降下の可能性があるのはリプレイ時だけになった（4枚チェリー時の転落抽選がなくなった）。
- 高確率（天国）モード時の2枚チェリー時にモード昇格しない（=高確率のまま）ことがあるようになった。だが低確率（地獄）・通常の場合は必ず格上げする（前兆・即放出への移行は前作同様25%）。
- 前作では青大オーラは高確以上、赤大オーラは2枚チェリーが確定していたが、今作では地獄・通常モード滞在時や4枚チェリー成立時でも発生する。
- 第1消灯と第3消灯などの変則消灯演出がなくなった。
- スイカの弱・強がすべりから揃うラインで判るようになった。変則押し時に弱スイカは下のラインに、強スイカは右上がりに揃う。
- 通行人の服が脱げない、弱ザコ逃げる演出、弱ザコ黒王号に踏み潰される演出でもチャンス目が成立しているときがある。
- 通常時の画面はケンシロウ・レイ・バット・リンがバギーに乗って移動している。そのためリンゴ・缶の演出が排気ガス演出（色の変化）に変更。キャラクターの入れ替えはない（マミヤはケンシロウらと同行しない。背景変化の契機のひとつとして現れる）。
- ステージは変更がなくなった反面、背景の時間帯が昼・夕・夜の3パターンで推移するようになった。そのためどのステージにも全ボスが登場するようになった。メインは昼で期待度の高さは昼＜夕＜夜。
- おおむね第3リールのストップ時に演出が変化した場合、高確率（天国）モード以上に滞在している可能性が高い。
- 通常は移行契機役が出現した直後に発生する「南斗最後の将」「ハートカットイン」「アミバカットイン」「マミアカットイン」「黒王号カットイン」などの演出がそれ以外のときに発生した場合、高確率以上にいる可能性が高くなる。
- 「南斗最後の将（ユリア）」演出の時計回り（画面の右側で階段を上る）が前兆確定になった。
- ボスキャラにハートが新しく追加された。彼はアミバ同様、登場=バトル発展というわけではないが発展した場合かなり信頼度が高い。アミバとのバトル発展は前作同様100％ケンシロウが勝利するプレミアであるが、前作と比べるとバトル発展確率はかなり低くなっている。ハートの追加で、前作ではアミバに次ぐ信頼度を持っていたジャギ戦は今回敗北する確率が高くなっている。
- ボスバトル演出でテロップだけだったセリフに声が入った。通常は2ターンまでで終了するバトルのターン回数によって滞在モードがわかるようになったが、途中の小役成立による演出の延長はなくなった。
  - ケンシロウ・ボスのどちらの攻撃の場合でも、弱・中攻撃を出したターンではバトルは終了しない。決着が付く場合は、必ず最強技を出して終わる。
  - ケンシロウの最強技が、ボスに命中した時点でBB確定（サウザーのみハズレ時も攻撃が当たるので、この場合は最強技が命中して血管が浮き上がれば勝利確定）。
  - 緑・赤キャラからのボスバトルは、突入した時点で高確率以上確定、第2ターンで決着がつかない時点で前兆確定。
  - 青キャラからのボスバトルは、突入時点で前兆確定（ただし、前兆中であっても負けることがある）。
  - ハートとのバトルは、2ターン突入時は必ずケンシロウが勝利（復活演出のため）=BB確定。
  - 4ターンはすべてキャラクターのカットイン後に始まる=BB確定。
- 天井は1500G（最大時は+前兆32G=1532G）

## 特徴・前作との変更点（バトルボーナス）
- ボーナス図柄が赤7（ケンシロウ）と青7（レイ）になった。赤7が前作の北斗図柄の役目となる。
- 赤7絵柄（北斗図柄相当）の当選比率が上がった。（赤7：12.5％、青7：87.5％）
- 最低継続率が75%になった（他は前作と同じ）。
- テロップだけだったラオウのセリフに声が入った。
- バトルボーナス1セットの流れはラオウ戦（6ゲーム）→ザコ戦（JACゲーム=レギュラーボーナス）。1セットあたりの純増約98枚。今回ATはない。
  - 前作と今作の最も顕著な相違点で、前作のザコ戦（AT）→ラオウ戦（JACゲーム）が逆になった。まず6ゲームでラオウとのバトル演出が行われる。ここでケンシロウが倒れなければJACゲーム確定。ただし最初のバトルは必ず継続する（ケンパンチ→ラオウ受け止める）。JACはひたすら強ザコ青を倒すというもの。これが終われば再びラオウ戦へ。
- ラオウ戦の最後にJACを揃えてJACゲームに入るが、このときに次回継続の抽選が行われる（正確には、JACを揃えて第3ボタンから手を離した瞬間）。継続抽選にハズれた場合は、JACゲーム8ゲーム目に第3ボタンから手を離した瞬間、滞在モード抽選が行なわれる。
- 継続時のラオウ戦中はリプレイ確率が1/3.5に上がっているため、リプレイが多いほどBBが継続することが期待できる（BBモードに滞在しているため）といえる。
- 今回ケンシロウが立ち上がる時に継続が否でも雲は流れている。その代わり継続時には画面が揺れることがある。
- リン、ユリア登場の復活演出はBETからレバーON時になった。
- BB終了が確定しているラオウとのバトル中は通常モードとなっているため、チェリー・スイカ・リプレイなどの小役を引けば通常通りモード移行抽選を行う。また、チャンス目はこのときにしか出ない（チャンス目が出たら通常モードになっていることが確定する）。またバトル中にボーナスが確定すれば（赤or青7モードに入れば）バトル中にボーナス図柄を揃えることができる。これも前作同様に高継続率ほどBB引き戻し（赤7or青7揃いモード）が多い。
- JACIN時の払い出しが5枚から15枚に上がった。JACは順押しだと取りこぼす可能性があるが、ハサミ打ちすると確実に入賞する。
- JACゲーム中の1ゲーム獲得枚数は15枚から13枚に減った。
- 演出の選択率は前作と同じ。
- 7連目以降はJACIN時に2分の1の確率で「愛をとりもどせ!!」が流れ始める。また今回から「愛をとりもどせ!!」が流れている状態で14連目に到達した以降はJACIN時に3分の1の確率でアニメ『北斗の拳2』のオープニングテーマ「TOUGH BOY」が流れ始める（なお、本機で流れる「TOUGH BOY」はテレビ放送バージョン。この曲はテレビ放送版とCD発売版では一部歌詞が違う）。ただし今回は曲が変化しても連荘確定ではない。
- 20連以降の最終ボーナスはもちろん「昇天プレミアエンディング」（ストックがある場合）。20連以降の継続抽選にはずれたとき、JACゲーム中の演出がザコ戦から「ラオウ昇天」になる。このときだけJACゲーム終了後に通常画面に戻る。

## 名機の後継機ゆえの評価
名機『北斗の拳』の後継機ということでホールとしてもSEの稼動に期待を寄せ、最初から大量導入するホールが多かった。打ち手側としても多くの人が期待し、今か今かと待ち望み展示会においては長蛇の列となるほどの状況になった。しかしいざ稼動し始めると前作の完成度と見比べ、多くの人が失望することとなる。ゆえに実際には予想よりもはるかに早く客離れが起こるという結果になってしまった。前作が多くのホールで設置期限ぎりぎりまで大量に設置されていたのに対し、本作は発売後半年程度で減台・撤去に踏み切ったホールも多く、一般中古台も設置期限以前から1-2万円で販売されている。
問題は出玉・ゲーム性の両面でいえる。特に設定6での勝率が9割にも上った前作に対し、本作では6割程度にしかならないことが打ち手からの評価を下げる一番の理由であると思われる。ホール側としても「（出玉を）出したくても出ない」状況であり、全台設定6というホールも多かった。しかし辛くなったというだけでなら似たような機種で『吉宗』の後継機の『押忍!番長』がある。スペックから見れば吉宗より辛い機種であるが、吉宗より引き継がれた1G連による爆発力や逸面な演出などで人気を得ている。それに対しSEは、初代で激アツと位置づけられた2枚チェリー（通称2チェ）が最大で50%の期待度しかなく期待感が持てなくなったことなど、通常のゲーム性が初代と酷似していながら打ち手をそそらせる力が弱い。新キャラとして追加されたハートの存在も今ひとつ打ち手をそそらせていない。液晶演出に関してはバランスが悪いと評価する打ち手が多い。
出玉を抑えたため、スロットが「食える」などと表現されたバブル時代（連荘機全盛時代）の過剰な連荘により中毒症状を起こしたスロッターや、一撃の夢を見るスロッターには支持されていない。SEの出玉規制はある意味健全なことではあるのだが、以前のバブル時代の後遺症が響いている。初代北斗がかもし出した強烈な連荘を味わった後では、北斗SEに魅了されない打ち手が多くなってしまうのは仕方がなく、ホール側としては客にあまり打ってもらえないという現象に陥ってしまった。
しかし、概要でも述べているように一発で大量の出玉を吐き出す可能性は十分にあり、スペックに対しても4.7号機の中では優秀な方という意見も雑誌などではいわれている。撤去直前においてはすでにホールの機種のほとんどが5号機へと移行し、爆発力のある機種が少なくなったこともあり、導入直後に比べて逆に稼働が向上する現象も起きた。
後継機が前作ほどの評価を得られなかったパターンは過去にも多くあるが（実際旧北斗の後継機として期待を集めたポパイも酷評を浴びている）、SEが多くの人に批判されることになったことは、逆にいえば前作の衝撃が計り知れないものだったことを物語っている。
何にしろ賛否両論あった本機も2007年7月29日で検定切れとなり、撤去された。しかし、以上に述べたことはあくまでもホールでの評価であり、割安で長時間遊べるゲームセンターなどでは前作同様人気が高く、新キャラなどがいる分SEの方が面白いという評価もある。

## バグ
- ボーナスでのラオウ昇天イベントでラオウが昇天した直後に、メダル切れエラーなどになると稀に発生する。
  - ラオウの技発動画面→ラオウ昇天後の墓の画面（ラオウが生き返ったようにも見える）。

## ゲーム機
- オンラインゲームサイト『777town.net』にてプレイが可能である。

## ゲーム版
- 2006年8月3日 実戦パチスロ必勝法! 北斗の拳SE（PlayStation 2）
- 2006年8月10日 実戦パチスロ必勝法! 北斗の拳SE DS（ニンテンドーDS）
- 2006年8月10日 実戦パチスロ必勝法! 北斗の拳SE ポータブル（PlayStation Portable）